# Svalbarðsstrandarhreppur
Svalbarðsstrandarhreppur – gmina w północnej Islandii, w regionie Norðurland eystra, położona na wschodnim wybrzeżu fiordu Eyjafjörður. Gminę, jedną z mniejszych w kraju pod względem powierzchni zamieszkuje blisko 500 osób (2018), z tego 2/3 w głównej miejscowości gminy Svalbarðseyri (337 mieszk., 2018). Rozproszone zabudowania ciągną się również wzdłuż drogi krajowej nr 1, która przebiega przez gminę z południa na północ wzdłuż wybrzeża.

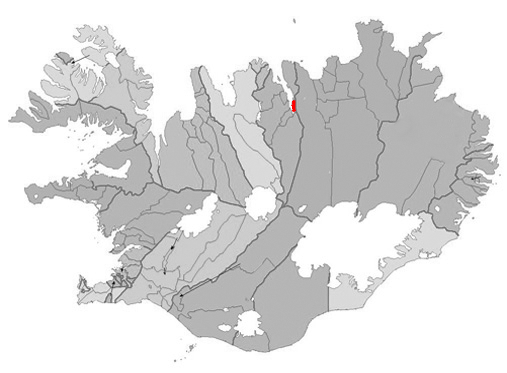
Położenie gminy Svalbarðsstrandarhreppur na mapie administracyjnej kraju